# ネタンダーズ
ネタンダーズは1990年、ボーカル/ギターの塚本功を中心に結成された日本のブルース＆ギターソウル・バンド。

## メンバー
- 塚本功 （ボーカル/ギター）
  - SLY MONGOOSE、THE HELLO WORKS、ピラニアンズ、小島麻由美などで演奏するギタリスト
- 山下麻衣 （ボーカル）
- 井上”JUJU”博之 （サックス/フルート）
  - サキソフォビア、EJTBなどで演奏するマルチリード奏者
- 武嶋聡 （サックス/フルート/クラリネット）
  - EGO-WRAPPIN'などで演奏するマルチリード奏者
- 吉川真吾 （ベース）
  - ハンバートハンバート、小島麻由美などで演奏するベーシスト
- 高野純一 （ドラム）
  - ネタンダーズのバンドマスター

## ディスコグラフィー

### アルバム
1. 1995年『ネタンダーズ』（RICE RECORD/UK PROJECT）
2. 1998年『MooDoo』（PET SOUNDZ/PolyGram）
3. 2002年『サマーセッツ』（Oooit Records/UK PROJECT）
4. 2004年『THE NETANDERS』（GHOST RIDER/LOCARNO）

### マキシシングル
1. 1997年 『嘆きのメロディー』（HOT MILK!! RECORDS）
2. 1998年 『子供は判ってくれない』（PET SOUNDZ/PolyGram）
3. 1998年 『桃色の風』（PET SOUNDZ/PolyGram）
4. 1998年 『サンデーアフタヌーン』（PET SOUNDZ/PolyGram）
5. 1998年 『嘆きのメロディー』（PET SOUNDZ/PolyGram）※8cm CD SINGLE
6. 2002年 『ロックンロール/ワルツブルー』（Oooit Records/UK PROJECT）